# کارتزانو
کارتزانو (به ایتالیایی: Carzano) یک منطقهٔ مسکونی در ایتالیا است که در ترنتینو واقع شده‌است.

## خصوصیات
کارتزانو ۱٫۷ کیلومترمربع مساحت و ۵۰۲ نفر جمعیت دارد.